# الفند الزماني
الفِند الزِّمّاني (92 ق هـ/530 م) هو شَهل بن شيبان بن ربيعة من بني زمان بن مالك من بني بكر بن وائل من سكان اليمامة لقب بالفِنْد وهو الجبل العظيم أو قطعة من الجبل طولاً؛ لأنه قال لأصحابه في حرب البسوس استندوا إليّ فإني لكم فند، وهو أحد فرسان ربيعة المعدودين ومن شعرائها في الجاهلية أبلى في حرب البسوس بلاءً حسنًا وقد عُمّر حتى قارب مائة سنة، وكان يعد بألف رجل.

## سيرته
كان أحد فرسان ربيعة المشهورين المعدودين، وشهد حرب بكر وتغلب وقد قارب المائة سنة، فأبلى بلاءً حسناً، وكان مشهده في يوم تَحْلاقِ اللمم الذي يقول فيه طرفة بن العبد:
وقد مضى خبره في مقتل كليب بن ربيعة.
فأخبرني محمد بن الحسن بن دريد قال: حدثني عمي عن العباس بن هشام عن أبيه قال: أرسلت بنو شيبان في محاربتهم بني تغلب إلى بني حنيفة يستنجدونهم، فوجهوا إليهم بالفند الزماني في سبعين رجلاً، وأرسلوا إليهم إنا قد بعثنا إليكم ألف رجل.